# Европско првенство у кошарци 1961.
Европско првенство у кошарци 1961. је дванаесто регионално кошаркашко такмичење организован под покровитељством ФИБЕ. Такмичење одржано у Београду у ФНР Југославији од 29. априла до 8. маја. Учествовале су репрезентације Белгије, Бугарске, Чехословачке, Енглеске, Западне Немачке, Финске, Француске, Источне Немачке, Грчке, Мађарске, Израела, Холандије, Пољске, Румуније, Совјетског Савеза, Шпанија, Шведске, Турске и репрезентација Југославије.

## Турнир

### Прелиминарна рунда
Тимови су биле подељени у 5 група по 3 тима и групе А која је била састављена од 4 тима. Свака екипа одиграла је по једну утакмицу са преосталим екипама из своје групе. За победу добијало се 2 поена, а за пораз 1 поен. Збир поена коришћен је за рангирање унутар група. Прве две екипе из свих група пласирале су се у у другу рунду. Преостале екипе играле су утакмице за пласман од 12. до 19.

#### Група А
1. коло одиграно 29. априла:
|  | Пољска      | 78 - 34 | Енглеска |  |
|  | Југославија | 86 - 57 | Грчка    |  |

2. коло одиграно 30. априла:
|  | Енглеска | 58 - 122 | Југославија |  |
|  | Пољска   | 77 - 46  | Грчка       |  |

3. коло одиграно 1. маја:
|  | Грчка  | 78 - 43 | Енглеска    |  |
|  | Пољска | 67 - 72 | Југославија |  |

Табела групе А:
| Тим            | И | П | Г | КД  | КП  | Разлика | Бодови |
| -------------- | - | - | - | --- | --- | ------- | ------ |
| 1. Југославија | 3 | 3 | 0 | 280 | 182 | +98     | 6      |
| 2. Пољска      | 3 | 2 | 1 | 222 | 152 | +70     | 5      |
| 3. Грчка       | 3 | 1 | 2 | 181 | 206 | -25     | 4      |
| 4. Енглеска    | 3 | 0 | 3 | 135 | 278 | -143    | 3      |

#### Група Б
1. коло одиграно 29. априла:
|  | Источна Немачка | 64 - 63 | Мађарска |  |

2. коло одиграно 30. априла:
|  | Мађарска | 65 - 58 | Финска |  |

3. коло одиграно 1. маја:
|  | Источна Немачка | 77 - 64 | Финска |  |

Табела групе Б:
| Тим                | И | П | Г | КД  | КП  | Разлика | Бодови |
| ------------------ | - | - | - | --- | --- | ------- | ------ |
| 1. Источна Немачка | 2 | 2 | 0 | 141 | 127 | +14     | 4      |
| 2. Мађарска        | 2 | 1 | 1 | 128 | 122 | +6      | 3      |
| 3. Финска          | 2 | 0 | 2 | 122 | 142 | -20     | 2      |

#### Група Ц
1. коло одиграно 29. априла:
|  | Белгија | 48 - 89 | СССР |  |

2. коло одиграно 30. априла:
|  | Белгија | 70 - 67 | Шпанија |  |

3. коло одиграно 1. маја:
|  | Шпанија | 49 - 82 | СССР |  |

Табела групе Ц:
| Тим        | И | П | Г | КД  | КП  | Разлика | Бодови |
| ---------- | - | - | - | --- | --- | ------- | ------ |
| 1. СССР    | 2 | 2 | 0 | 171 | 97  | +74     | 4      |
| 2. Белгија | 2 | 1 | 1 | 118 | 156 | -38     | 3      |
| 3. Шпанија | 2 | 0 | 2 | 116 | 152 | -36     | 2      |

#### Група Д
1. коло одиграно 29. априла:
|  | Израел | 70 - 41 | Западна Немачка |  |

2. коло одиграно 30. априла:
|  | Западна Немачка | 47 - 70 | Бугарска |  |

3. коло одиграно 1. маја:
|  | Бугарска | 48 - 42 | Израел |  |

Табела групе Д:
| Тим                | И | П | Г | КД  | КП  | Разлика | Бодови |
| ------------------ | - | - | - | --- | --- | ------- | ------ |
| 1. Бугарска        | 2 | 2 | 0 | 118 | 89  | +29     | 4      |
| 2. Израел          | 2 | 1 | 1 | 112 | 89  | +23     | 3      |
| 3. Западна Немачка | 2 | 0 | 2 | 88  | 140 | -52     | 2      |

#### Група Е
1. коло одиграно 29. априла:
|  | Шведска | 33 - 58 | Чехословачка |  |

2. коло одиграно 30. априла:
|  | Чехословачка | 70 - 77 | Турска |  |

3. коло одиграно 1. маја:
|  | Турска | 55 - 40 | Шведска |  |

Табела групе Е:
| Тим             | И | П | Г | КД  | КП  | Разлика | Бодови |
| --------------- | - | - | - | --- | --- | ------- | ------ |
| 1. Турска       | 2 | 2 | 0 | 132 | 110 | +22     | 4      |
| 2. Чехословачка | 2 | 1 | 1 | 128 | 111 | +18     | 3      |
| 3. Шведска      | 2 | 0 | 2 | 73  | 113 | -40     | 2      |

#### Група Ф
1. коло одиграно 29. априла:
|  | Француска | 66 - 68 | Румунија |  |

2. коло одиграно 30. априла:
|  | Румунија | 84 - 66 | Холандија |  |

3. коло одиграно 1. маја:
|  | Француска | 91 - 54 | Холандија |  |

Табела групе Ф:
| Тим          | И | П | Г | КД  | КП  | Разлика | Бодови |
| ------------ | - | - | - | --- | --- | ------- | ------ |
| 1. Румунија  | 2 | 2 | 0 | 152 | 132 | +20     | 4      |
| 2. Француска | 2 | 1 | 1 | 157 | 122 | +35     | 3      |
| 3. Холандија | 2 | 0 | 2 | 120 | 175 | -55     | 2      |

### Утакмице за пласман од 13. до 19. места
У овој рунди су учествовали тимови који су заузели треће место у прелиминарним групама као и тим који је заузео 4. место у групи А.

#### Класификациона рунда
Тимови су били распоређени у две групе. Група један је била састављена од три тима, а група два од четири тима. Правила за бодовање и пласман су била иста као у прелиминарним групама. Тимови који су заузели прво и друго место у групама играли су утакмице за пласман од 13. до 16. места. Преостале три екипе бориле су се за пласман од 17. до 19. места. Резултат 3. и 4. екипе из прелиминарне групе А је пренет из тог дела такмичења.

##### Група 1
1. коло одиграно 2. маја:
|  | Шведска | 47 - 48 | Холандија |  |

2. коло одиграно 3. маја:
|  | Западна Немачка | 48 - 43 | Шведска |  |

3. коло одиграно 4. маја:
|  | Холандија | 48 - 46 | Западна Немачка |  |

Табела групе 1:
| Тим                | И | П | Г | КД | КП | Разлика | Бодови |
| ------------------ | - | - | - | -- | -- | ------- | ------ |
| 1. Холандија       | 2 | 2 | 0 | 96 | 93 | +3      | 4      |
| 2. Западна Немачка | 2 | 1 | 1 | 94 | 91 | +3      | 3      |
| 3. Шведска         | 2 | 0 | 2 | 90 | 96 | -6      | 2      |

##### Група 2
1. коло одиграно 2. маја:
|  | Финска | 71 - 38 | Енглеска |  |
|  | Грчка  | 46 - 73 | Шпанија  |  |

2. коло одиграно 3. маја:
|  | Шпанија | 99 - 50 | Енглеска |  |
|  | Грчка   | 71 - 77 | Финска   |  |

3. коло одиграно 4. маја:
|  | Финска | 53 - 99 | Шпанија   |  |
|  | Грчка  | 78 - 43 | Енглеска* |  |

* Резултат пренет из прелиминарне рунде.
Табела групе 2:
| Тим         | И | П | Г | КД  | КП  | Разлика | Бодови |
| ----------- | - | - | - | --- | --- | ------- | ------ |
| 1. Шпанија  | 3 | 3 | 0 | 271 | 149 | +122    | 6      |
| 2. Финска   | 3 | 2 | 1 | 201 | 208 | -7      | 5      |
| 3. Грчка    | 3 | 1 | 2 | 195 | 193 | +2      | 4      |
| 4. Енглеска | 3 | 0 | 3 | 131 | 248 | -117    | 3      |

#### Утакмице за пласман од 17. до 19. места
За пласман од 17. до 19 места борили су се тимови који су заузели 3. место у првој класификационој групи и 3. и 4. у другој класификационој групи. Прво је играна утакмица између трећег тима из прве класификационе групе и четвртог из друге класификационе групе. Поражени тим је заузео 19. место. Затим је трећепласирани тим друге класификационе групе одиграо утакмицу са победником. Победник ове утакмице заузео је 17. место, док је поражени заузео 18. место.
Утакмица за 19. место одиграна 5. маја:
|  | Енглеска | 41 - 70 | Шведска |  |

Утакмица за 17. место одиграна 6. маја:
|  | Шведска | 47 - 60 | Грчка |  |

#### Утакмице за пласман од 13. до 16. места
Учествовали су тимови који су заузели прва два места у класификационим групама. Међусобно су играли тимови који су заузели прво и друго место у различитим класификационим групама. Победници су играли утакмицу за 13. место, док су поражени играли утакмицу за 15. место.
Утакмице за пласман од 13. до 16. места одигране 5. маја:
|  | Финска  | 79 - 72 | Холандија       |  |
|  | Шпанија | 62 - 49 | Западна Немачка |  |

Утакмица за 15. место одиграна 6. маја:
|  | Холандија | 56 - 53 | Западна Немачка |  |

Утакмица за 13. место одиграна 7. маја:
|  | Шпанија | 61 - 60 | Финска |  |

### Друга рунда
У другој рунди учествовали су тимови који су заузели 1. и 2. место у групама прелиминарне рунде. Тимови су били подељени у две групе по шест екипе. Тимови су играли по једну утакмицу са свим осталим тимовима из групе, осим са тимовима са којима су били у прелиминарној рунди. У случају сусрета тимова из исте прелиминарне рунде, резултат се преносио из утакмице у прелиминарној групи. Систем бодовања и рангирања је исти као у прелиминарним групама. Екипе које су заузеле прва два места у групама учествовале су у разигравању за пласман од првог до четвртог места. Екипе које су заузеле треће и четврто место у групама учествовале су у разигравању за пласман од петог до осмог места. Екипе које су заузеле пето и шесто место у групама учествовале су у разигравању за пласман од 9. до 12. места.

#### Група 1
1. коло одиграно 2. маја:
|  | Југославија | 82 - 73 | Источна Немачка |  |
|  | Пољска      | 43 - 53 | Мађарска        |  |
|  | Белгија     | 48 - 89 | СССР *          |  |

2. коло одиграно 3. маја:
|  | Совјетски Савез | 67 - 53 | Пољска     |  |
|  | Југославија     | 85 - 59 | Белгија    |  |
|  | Источна Немачка | 64 - 63 | Мађарска * |  |

3. коло одиграно 4. маја:
|  | Источна Немачка | 40 - 71 | СССР     |  |
|  | Белгија         | 66 - 62 | Пољска   |  |
|  | Југославија     | 72 - 66 | Мађарска |  |

4. коло одиграно 5. маја:
|  | Белгија  | 69 - 63 | Источна Немачка |  |
|  | Мађарска | 31 - 93 | СССР            |  |
|  | Пољска   | 67 - 72 | Југославија *   |  |

5. коло одиграно 6. маја:
|  | Мађарска    | 59 - 61 | Белгија         |  |
|  | Пољска      | 82 - 71 | Источна Немачка |  |
|  | Југославија | 58 - 75 | СССР            |  |

* Резултат преузет из прелиминарне рунде.
Табела групе 1:
| Тим                | И | П | Г | КД  | КП  | Разлика | Бодови |
| ------------------ | - | - | - | --- | --- | ------- | ------ |
| 1. СССР            | 5 | 5 | 0 | 395 | 230 | +165    | 10     |
| 2. Југославија     | 5 | 4 | 1 | 369 | 340 | +29     | 9      |
| 3. Белгија         | 5 | 3 | 2 | 303 | 358 | -55     | 8      |
| 4. Мађарска        | 5 | 1 | 4 | 272 | 333 | -61     | 6      |
| 5. Пољска          | 5 | 1 | 4 | 307 | 329 | -22     | 6      |
| 6. Источна Немачка | 5 | 1 | 4 | 311 | 367 | -56     | 6      |

#### Група 2
1. коло одиграно 2. маја:
|  | Израел    | 51 - 64 | Чехословачка |  |
|  | Бугарска  | 60 - 57 | Турска       |  |
|  | Француска | 66 - 68 | Румунија *   |  |

2. коло одиграно 3. маја:
|  | Румунија     | 62 - 42 | Израел    |  |
|  | Бугарска     | 58 - 71 | Француска |  |
|  | Чехословачка | 70 - 77 | Турска *  |  |

3. коло одиграно 4. маја:
|  | Турска    | 46 - 50 | Румунија     |  |
|  | Француска | 64 - 41 | Израел       |  |
|  | Бугарска  | 62 - 60 | Чехословачка |  |

4. коло одиграно 5. маја:
|  | Чехословачка | 52 - 55 | Румунија |  |
|  | Француска    | 74 - 57 | Турска   |  |
|  | Бугарска     | 48 - 42 | Израел   |  |

5. коло одиграно 6. маја:
|  | Чехословачка | 62 - 66 | Француска |  |
|  | Израел       | 57 - 50 | Турска    |  |
|  | Бугарска     | 63 - 51 | Румунија  |  |

* Резултат преузет из прелиминарне рунде.
Табела групе 2:
| Тим             | И | П | Г | КД  | КП  | Разлика | Бодови |
| --------------- | - | - | - | --- | --- | ------- | ------ |
| 1. Француска    | 5 | 4 | 1 | 341 | 286 | +55     | 9      |
| 2. Бугарска     | 5 | 4 | 1 | 291 | 281 | +10     | 9      |
| 3. Румунија     | 5 | 4 | 1 | 286 | 269 | +17     | 9      |
| 4. Чехословачка | 5 | 1 | 4 | 308 | 311 | -3      | 6      |
| 5. Турска       | 5 | 1 | 4 | 287 | 311 | -24     | 6      |
| 6. Израел       | 5 | 1 | 4 | 233 | 288 | -55     | 6      |

### Утакмице за пласман од 5. до 12. места

#### Утакмице за пласман од 9. до 12. места
Учествовали су тимови који су заузели 5. и 6. место у групама друге рунде. Играли су петопласирани тимови против шестопласираних тимова из супротне групе. Победници су играли утакмицу за 9. место, а поражени утакмицу за 11. место.
Утакмице за пласман од 9. до 12. места одигране 7. маја:
|  | Источна Немачка | 50 - 63 | Турска |  |
|  | Пољска          | 74 - 59 | Израел |  |

Утакмица за 11. место одиграна 8. маја:
|  | Источна Немачка | 50 - 63 | Турска |  |

Утакмица за 9. место одиграна 8. маја:
|  | Пољска | 74 - 59 | Израел |  |

#### Утакмице за пласман од 5. до 8. места
Учествовали су тимови који су заузели 3. и 4. место у групама друге рунде. Играли су трећепласирани тимови против четвртопласираних тимова из супротне групе. Победници су играли утакмицу за 5. место, а поражени утакмицу за 7. место.
Утакмице за пласман од 5. до 8. места одигране 7. маја:
|  | Мађарска | 71 - 60 | Румунија     |  |
|  | Белгија  | 65 - 74 | Чехословачка |  |

Утакмица за 7. место одиграна 8. маја:
|  | Румунија | 71 - 61 | Белгија |  |

Утакмица за 5. место одиграна 8. маја:
|  | Мађарска | 48 - 53 | Чехословачка |  |

### Полуфиналне утакмице
Учествовали су тимови који су заузели 1. и 2. место у групама друге рунде. Играли су првопласирани тимови против другопласираних тимова из супротне групе. Победници су играли утакмицу за 1. место, а поражени утакмицу за 3. место.
Полуфиналне утакмице одигране 7. маја:
|  | Југославија     | 75 - 65 | Француска |  |
|  | Совјетски Савез | 77 - 54 | Бугарска  |  |

### Утакмица за треће место
Састали су се поражени тимови из полуфиналних сусрета.
Утакмица за 3. место одиграна 8. маја:
|  | Француска | 46 - 55 | Бугарска |  |

### Финална утакмица
Састали су се победници полуфиналних утакмица.
Финална утакмица одиграна 8. маја:
|  | Југославија | 53 - 60 | СССР |  |

| Првак Европе 1961.           |
| ---------------------------- |
| Совјетски Савез Шеста титула |

## Коначан пласман
| Место | Репрезентација  |
| ----- | --------------- |
| 1     | Совјетски Савез |
| 2     | Југославија     |
| 3     | Бугарска        |
| 4     | Француска       |
| 5     | Чехословачка    |
| 6     | Мађарска        |
| 7     | Румунија        |
| 8     | Белгија         |
| 9     | Пољска          |
| 10    | Турска          |
| 11    | Израел          |
| 12    | Источна Немачка |
| 13    | Шпанија         |
| 14    | Финска          |
| 15    | Холандија       |
| 16    | Западна Немачка |
| 17    | Грчка           |
| 18    | Шведска         |
| 19    | Енглеска        |